# Floyd (Unternehmen)

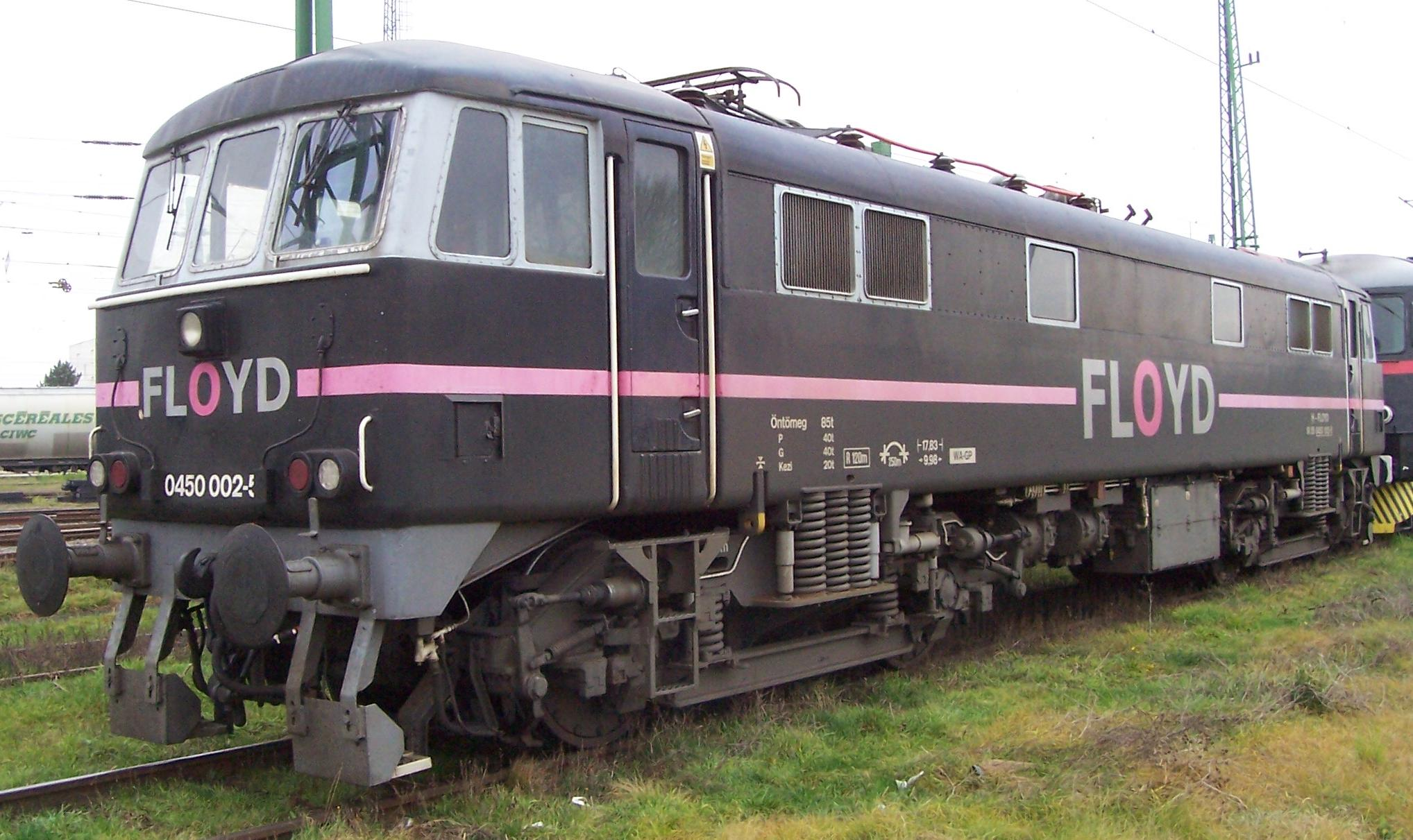
Floyd ZRt. Lokomotive 0450 002-5 in Hegyeshalom, Ungarn

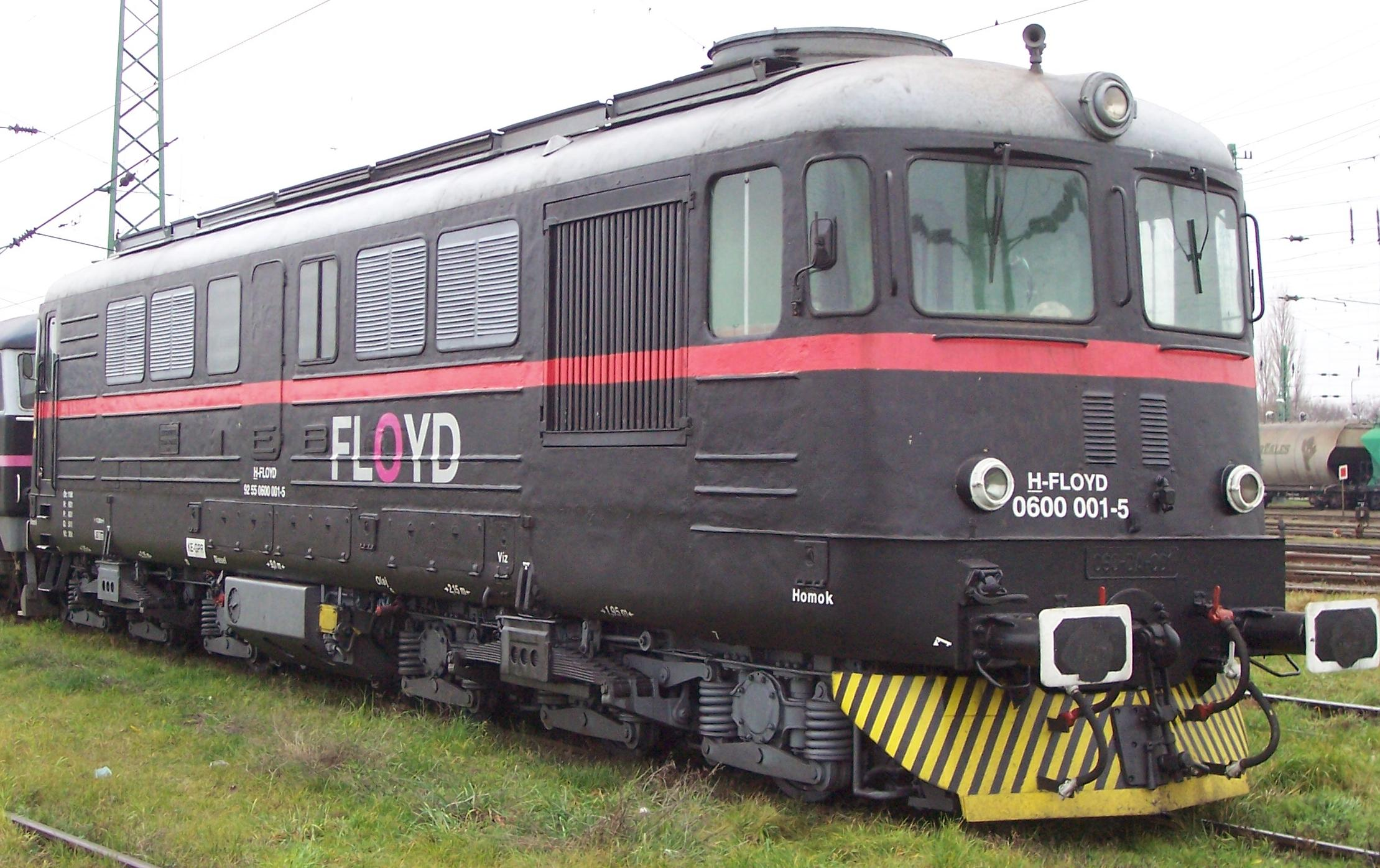
Floyd ZRt. Lokomotive 0600 001-5 in Hegyeshalom, Ungarn

Das Eisenbahnverkehrsunternehmen Floyd ZRt. aus Budapest, Ungarn, erbringt Gütertransportleistungen in Ungarn, Österreich und Deutschland. Das Unternehmen wurde 2004 gegründet. 2008 wurden 64 % von Eurogate Intermodal GmbH übernommen, wodurch sich die Zusammenarbeit mit boxXpress.de, an der Eurogate 38 % hält, ergab. Seit 2012 besitzt Floyd die Betriebserlaubnis für Österreich.
Im Jänner 2022 gab der Mutterkonzern Eurogate Intermodal GmbH bekannt, dass Floyd Zrt. unter dem neuen Namen EUROGATE Rail Hungary Zrt. firmieren wird, um den Markenauftritt mit einheitlichem Namen zu stärken.

## Transportleistungen
Schwerpunkt der Transportleistungen sind Container-, Öl- oder Getreideganzzüge. Floyd betreibt einen täglichen Containerzug zwischen BILK (Budapesti Intermodális Logisztikai Központ = Intermodales Logistikzentrum Budapest) und Hamburg und Bremerhaven.

## Fahrzeuge
Eingesetzt werden eigene Lokomotiven, die rumänischer oder britischer Herkunft sind, oder von MRCE und boxpress.de geleaste Maschinen. In der Vergangenheit waren auch Lokomotiven ungarischer Herkunft im Einsatz oder Anmietungen von Railpool (Eurosprinter), CBRail S.à r.l. (jetzt Macquarie European Rail) oder Angel Trains Cargo – von den letzten beiden Bombardier Traxx – im Einsatz.
Diesellokomotiven:
- MÁV-Baureihe M47
- CFR-Reihe 60
- CFR-Reihe 62
- BR-Klasse 56
- CFR-Reihe 41

Elektrolokomotiven:
- BR-Klasse 86
- Bombardier Traxx
- ES64F4 (EuroSprinter)
- ES64U2 (Taurus)
- Siemens Vectron